# チエルノ・モネネムボ

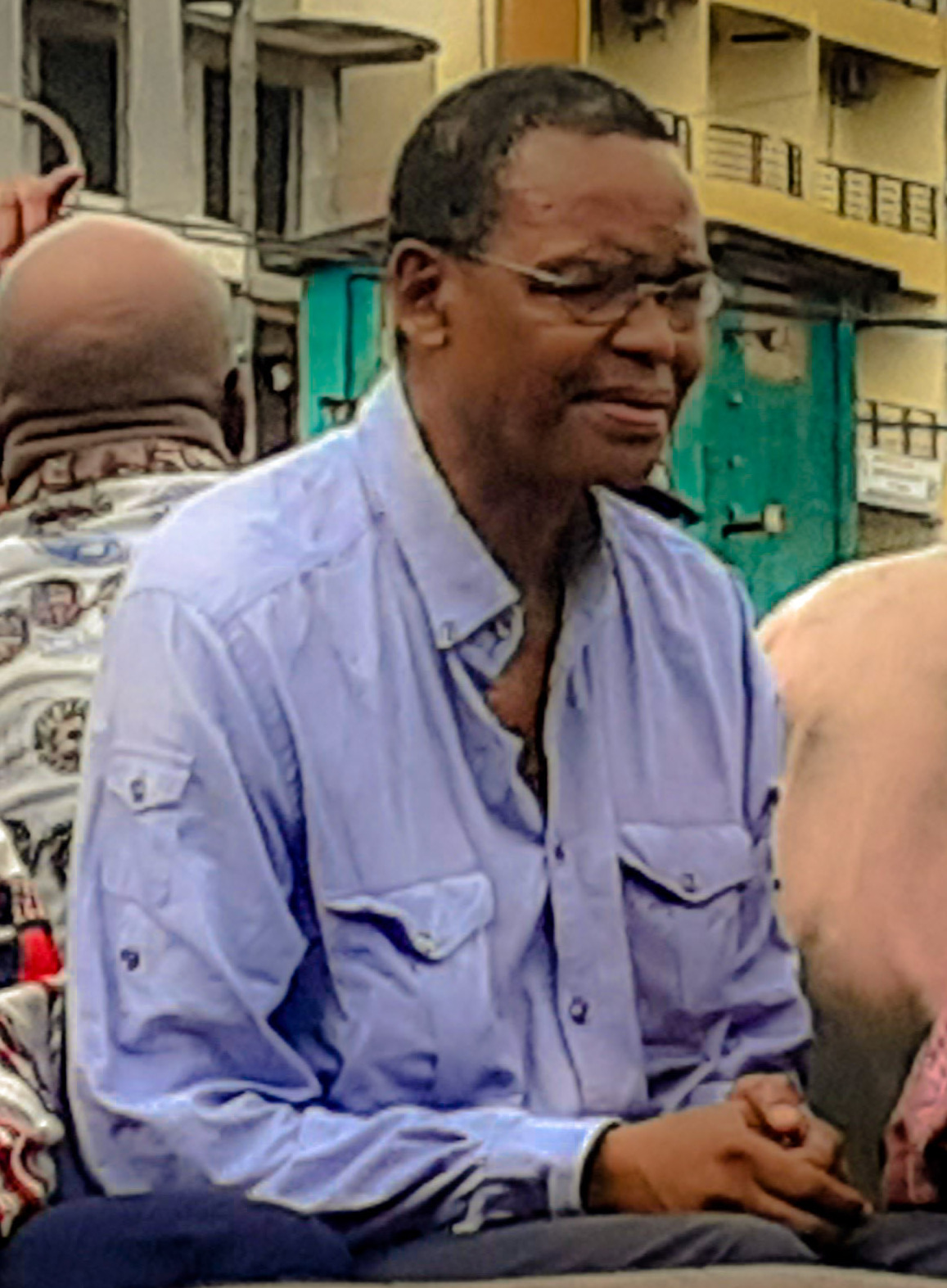

チエルノ・サイドゥ・ジャロ（Thierno Saïdou Diallo、1947年 - ）は、チエルノ・モネネムボ (Tierno Monénembo）として知られる、 ギニアの小説家、生化学者である。
ギニア・ポレダカで生まれてのち、セネガル、アルジェリア、モロッコを経てフランスに1973年以来在住する。13冊の著作をもち、うち『カヘルの王』（フランス語: Le Roi de Kahel）が2008年、ルノードー賞を受賞した。

## 受賞
- 2008年 : Le Roi de Kahel に対するルノードー賞
- 2012年 : Le Terroriste noir に対するエルクマン＝シャトリアン賞
- 2013年 : パラティーヌ文学賞グランプリ、およびアマドゥ＝クルマ賞と Le Terroriste noir
- 2017年 : フランス語圏大賞

## 教育
1969年には、政府関係者の息子であった彼は、アフメド・セク・トゥーレの独裁下にあるギニアから隣国セネガルに逃れ、その後学究のためにコートジボワールに行く。 1973年にはフランスで研究を再開し、リヨン大学で生化学の博士号を得る。 その後、モロッコとアルジェリアで教壇に立った。 2007年から客員教授としてミドルベリー大学（米国バーモント州）に赴任する。

## 作家としてのキャリア
チエルノ・モネネムボは1979年に小説第一作を発表した。彼の小説はしばしばアフリカの無力な知識人や、フランスに亡命したアフリカ人の生活の困難を題材にする。特に、歴史と、ブラジルにおける強制的な移民によるディアスポラを経験した黒人(Pelourihno)との関連に興味を持つ。 近年、彼はフラニ人(プル人)(フラニ語：Fulɓe; フランス語: Peuls; 英語: Fulani, Fula people)に捧げる一冊の小説、フィクション化された人物伝を書いた。この伝記の主人公はフランスの冒険者で探検家エメ・オリヴィエ・ド・サンデルヴァルである。この人物はリヨンとマルセイユ（Pastré郡）出身で、文明化を賞賛しフラニ人の王となった人物であった。モネネムボは、フランスによる植民地支配の歴史を吟味する機会を利用することで、この議論を呼びがちな時代に小説的想像力を持ち込んだ。現在彼は、ギニアのあるフラニ人の人生の物語と、アメリカ大陸での黒人のディアスポラとアフリカとの関連について取り組んでいる。前者のフラニ人の主人公はフランスにおける第2次大戦におけるレジスタンスの英雄であり、ドイツによって処刑された。
チエルノ・モネネムボがルノドー賞を獲得したと知った時、彼はキューバに居住していた。彼の受賞はフランス語文学において、アフリカに起源を持つフランス人著者が大きい位置を占めつつあることを示した。このことは現代フランス(語)文学のいくらかは発展途上国においても見つかることをも強調する、たとえモネネムボが、あたかもセネガルの詩人にして大統領であったレオポール・セダール・サンゴールの足跡を追ったかのようにノルマンディーに居住していたとしても。
英語圏世界にとっての彼の重要性は、1994年ルワンダ虐殺後のルワンダに「ジェノサイドを記憶に書き留める」ために招待されたアフリカ人作家の一人であることに対して一層ある。このことより小説『孤児たちの長子』(フランス語: L'Aîné des orphelins; 英語: The Oldest Orphan)が出来した。2004年ネブラスカ大学による翻訳は、彼の英語における最も成功した作品となろう。2010年11月に出来した英訳『カヘルの王』はAmazonCrossingにより出版された。これはAmazon.comの英訳小説出版部門で、この作品は新しい出版社の初の翻訳として刊行された。

## 作品について
従来からの移民文学の分析において発達してきた理論枠組みである「中心/周縁」の比喩、脱中心化、ローカル対グローバルといったアイデアを用いると、モネネムボのテキストにおいて主眼とする懸念を一定程度うまく同定できるであろう、と Elisa Diallo は言う。しかしモネネムボのテキストにはその分析がすくい取れない、無視すべきでない部分があると Elisa Diallo は強調する。この従来の分析枠組みに基づくと、たとえば『Pelourinho』(1995)の重要な側面は、アフリカの立ち位置をうまくシフトして(以前の)中心であるヨーロッパとの排他的な結びつきから逃れたいという著者の動機を示す。『Cinéma』(1997)においても、ギニアの地方都市マムという「空間」のテーマ化という分析は同時代のテキストに共有される懸念の射程を明らかにし、そこでは加速するグローバル化とそのローカル文化への影響についての議論に参加する。Diallo が強調する無視できない部分とは、たとえば1950年代のマムが舞台の作品『Cinéma』がグローバル化への現代的プロセスに言及するとき、そのテキストは、もしかするとより重要に、ローカルな文脈、つまりギニアの文脈に強く錨を下ろしている。ハリウッドの西部劇を好んで見る主人公バンゲルは現在のグローバル文化の象徴的存在として読むことが可能である。しかしバンゲルは個人的な記憶に声と形を与えたものにもなっており、その記憶は著者のものである。そしてこの記憶は、歴史的に地理的に特定の国内の空間に根づいたものである。

## 邦訳作品
- 『カヘルの王』石上健二訳 現代企画室、2013年
- 『プル族』石上健二訳 現代企画室、2014年

## 作品
- 1979年 : Les Crapauds-brousse, Éditions du Seuil
- 1986年 : Les Écailles du ciel, Seuil
- 1991年 : Un rêve utile, Seuil
- 1993年 : Un attiéké pour Elgass, Seuil
- 1995年 : Pelourinho, Seuil
- 1997年 : Cinéma : roman, Seuil
- 2000年 : L'Aîné des orphelins, Seuil ━ Tropiques賞
- 2004年 : Peuls, Seuil (石上健二訳『プル族』現代企画室、2014年)
- 2006年 : La Tribu des gonzesses : théâtre, éditions Cauris
- 2008年 : Le Roi de Kahel, Seuil (石上健二訳『カヘルの王』現代企画室、2013年) ━ルノードー賞
- 2012年 : Le Terroriste noir, Seuil ━アマドゥ＝クルマ賞、パラティーヌ文学賞グランプリ、métis 文学賞グランプリ
- 2015年 : Les coqs cubains chantent à minuit, Seuil
- 2016年 : Bled, Seuil